# Гвоздиковка (Полтавский район)
Гвоздиковка (укр. Гвоздиківка) — село,
Калашниковский сельский совет,
Полтавский район,
Полтавская область,
Украина.
Код КОАТУУ — 5324081302. Население по переписи 2019 года составляло 2 человека.

## Географическое положение
Село Гвоздиковка находится в 3-х км от левого берега реки Полузерье,
на расстоянии в 1,5 км от сёл Кованчик, Николаевка, Клименки и Подлепичи.